# 薩庫-佩卡·薩爾格倫
薩庫-佩卡·薩爾格倫（芬蘭語：Saku-Pekka Sahlgren；1992年4月8日—）是一位芬蘭足球運動員。在場上的位置是守門員。他現在效力於芬蘭足球超級聯賽球隊HJK赫爾辛基足球俱樂部。他也代表芬蘭國家足球隊參賽。